# La ragazza con il braccialetto
La ragazza con il braccialetto (La fille au bracelet) è un film del 2019 diretto da Stéphane Demoustier.
Il film è un libero adattamento del film argentino Acusada del 2018, diretto da Gonzalo Tobal.

## Trama
La sedicenne Lise Bataille è arrestata per l'omicidio di Flora Dufour, la sua migliore amica, trovata senza vita nel suo letto, con sette coltellate, dopo una notte di festa. 
Due anni più tardi, dopo sei mesi di detenzione e il resto trascorso in libertà vigilata con un braccialetto elettronico alla caviglia, si svolge il processo. La ragazza è l'unica imputata e ha tutta una serie di indizi che concorrono a far pensare che l'unica a poter aver ucciso la sua amica sia lei.
L'atteggiamento passivo di Lise non la aiuta di fronte alla corte, mentre il racconto delle relazioni tra le ragazze e gli altri compagni fa emergere una personalità che lo stesso padre, presente a tutte le udienze, ignorava. Lise già a sedici anni ha avuto molti partner e in generale ha mostrato un atteggiamento molto spregiudicato nei confronti del sesso.
Padre e madre che, in fondo, si sono sempre interrogati sull'innocenza della figlia, pur difendendola sempre, scoprono di conoscerla davvero poco e la cosa non fa che aumentarne rimorsi e inquietudine.
Il caso vuole che il fratellino Jules, ritrovi nella casa al mare un coltello, che era stato dato per scomparso da casa Bataille, e che veniva indicato come l'arma del delitto, essendo perfettamente compatibile con le ferite inferte alla vittima.
Lise si mostra imperturbabile anche di fronte a questo ritrovamento, cui seguono gli esami di laboratorio che escludono che si tratti dell'arma che ha ucciso Flora, facendo cadere uno degli indizi più gravi a suo carico.
All'arringa finale l'avvocato difensore giunge dunque più forte e fa leva sul senso di giustizia che non può permettere di condannare un'imputata di omicidio, solo perché ha avuto una condotta moralmente discutibile e perché non si è trovato nessun altro che avesse mai litigato con la vittima.
Lise, dopo l'arringa, mostra finalmente un po' di partecipazione emotiva volendo prendere la parola per scusarsi con la madre di Flora cui non ha avuto più la forza di parlare dopo il terribile accaduto. La ragazza viene quindi assolta e liberata del braccialetto.

## Distribuzione
È stato presentato in anteprima l'8 agosto 2019 al 72º Locarno Film Festival.
È stato distribuito nelle sale cinematografiche italiane dal 19 agosto 2021.

## Riconoscimenti
- Premio César - 2021
  - Miglior adattamento a Stéphane Demoustier
  - Candidatura a migliore promessa femminile a Mélissa Guers
- Premio Lumière - 2021
  - Migliore sceneggiatura a Stéphane Demoustier
  - Candidatura a miglior film
  - Candidatura a rivelazione femminile a Mélissa Guers